# Cañón antitanque Tipo 1 47 mm
El Tipo 1 47 mm (一式機動四十七粍速射砲; Isshiki Kidō yonjyūnana-miri sokushahō, en japonés) fue un cañón antitanque desarrollado por el Ejército Imperial Japonés y empleado durante la Segunda Guerra Mundial.

## Historia y desarrollo
Tras la Batalla de Khalkhin Gol, el Ejército Imperial Japonés inició el desarrollo de un nuevo cañón antitanque, tomando en cuenta que el cañón Tipo 94 de 37 mm sería inefectivo contra los nuevos tanques soviéticos. El diseño fue el primer cañón antitanque totalmente hecho en Japón, siendo asignada su producción al Arsenal de Osaka. En términos de desempeño, el diseño todavía era algo inferior a los avanzados diseños occidentales contemporáneos, pero fue considerado aceptable por el Alto Mando del Ejército Imperial Japonés debido a la anticipada falta de tanques del Ejército Nacional Revolucionario de la República de China y a la errónea creencia que Japón solamente se enfrentaría a tanques ligeros de los Aliados en caso de una guerra más generalizada. El cañón antitanque Tipo 1 fue introducido en 1942. Se produjeron aproximadamente 2300 unidades.

## Diseño
El cañón antitanque Tipo 1 de 47 mm era un diseño relativamente moderno en comparación con otros diseños japoneses de la Segunda Guerra Mundial, siendo relativamente ligero y sencillo de maniobrar. Al igual que varios diseños japoneses, tenía un perfil muy bajo y debía ser operado en cuclillas o echado. El cañón tenía un escudo para proteger al artillero. La cureña parece haber adoptado una serie de características del cañón ZIK soviético, del cual se habían capturado varios ejemplares durante las guerras fronterizas sovieto-japonesas. Empleaba un cerrojo semiautomático con una cuña deslizante horizontal. Cuando el cañón era disparado, el casquillo del proyectil era automáticamente eyectado; el cerrojo se cerraba automáticamente tras la inserción de un nuevo proyectil. Un mecanismo hidráulico para reducir el retroceso estaba situado bajo el cañón. La cureña tenía dos mástiles que se abrían en un ángulo de 60° para mejorar la estabilidad durante el disparo. El transporte del cañón se efectuaba mediante su remolque por un camión o un caballo, moviedose sobre dos ruedas de acero cubiertas por llantas de caucho macizo.     

## Munición
El Tipo 1 disparaba dos tipos de proyectiles: Tipo 1 APHE (Antiblindaje de alto poder explosivo) y Tipo 1 HE (alto poder explosivo).

### Proyectil Tipo 1 APHE
El proyectil APHE pesaba 1,52 kg (3,37 libras) y montaba en su base una espoleta Mark 2, teniendo un peso total de 2,76 kg (6,1 libras). Llevaba una pequeña carga explosiva de 0,018 kg (0,04 libras), compuesta de RDX estabilizado con 10% parafina. El proyectil también tenía un trazador.
| Alcance  | Penetración a 0° | Penetración a 30° |
| -------- | ---------------- | ----------------- |
| 457,2 m  | 69,85 mm         | 50,8 mm           |
| 1371,6 m | 40,64 mm         | 30,48 mm          |

### Proyectil Tipo 1 HE
El proyectil HE (alto poder explosivo) pesaba 1,39 kg (3,08 libras) y empleaba la espoleta de impacto Tipo 88, teniendo un peso total de 2,44 kg (5,4 libras). Su carga explosiva pesaba 0,09 kg  (0,2 libras) y consistía en un pequeño bloque de ácido pícrico y un bloque más grande de TNT.

## Historial de combate
El cañón antitanque Tipo 1 de 47 mm fue introducido en combate solamente en 1943, hasta entonces la infantería japonesa tenía considerables dificultades en el Pacífico incluso contra el tanque ligero M3 Stuart. Pero para cuando el Tipo 1 estuvo disponible en cantidades apreciables, el M3 había sido sobrepasado por el M4 Sherman, contra el cual apenas era efectivo.   
El cañón antitanque Tipo 1 47 mm fue distribuido tanto a unidades blindadas como a unidades antitanque independientes, siendo empleado en una gran variedad de áreas, especialmente en el sudeste asiático, con una efectividad cada vez más reducida hasta el final de la guerra.

## Variantes
El cañón antitanque Tipo 1 también fue usado como armamento principal del tanque medio Tipo 97 Chi-Ha Shinhoto.